# Colostethus bromelicola
Allobates bromelicola là một loài ếch thuộc họ Dendrobatidae.
Đây là loài đặc hữu của Venezuela.
Môi trường sống tự nhiên của chúng là vùng núi ẩm nhiệt đới hoặc cận nhiệt đới.